# Справа № 306
«Спра́ва № 306» — радянський чорно-білий художній фільм, знятий в 1956 році режисером Анатолієм Рибаковим. Лідер радянського кінопрокату (1956 рік, 2-е місце) — 33,5 мільйона глядачів.

## Сюжет
Фільм знятий за однойменною повістю Матвія Ройзмана. На одній з московських вулиць легковою машиною «Побєда» збито літню жінку й постового міліціонера, який намагався затримати машину. Працівники карного розшуку знаходять власника легковика, який зник з місця злочину, але виявляється, що машина викрадена. Знову тривають пошуки злочинця, і слідство встановлює, що це було навмисне вбивство зі шпигунсько-політичним підґрунтям…

## У ролях
- Борис Бітюков —  Михайло Дмитрович Мозарін, капітан міліції, черговий слідчий
- Марк Бернес —  Василь Іванович Градов, підполковник міліції
- Тетяна Пилецька —  Надія Миколаївна Корнєва, лейтенант міліції, експерт-криміналіст
- Костянтин Нассонов —  Турбаєв, комісар міліції
- Ада Войцик —  Єлизавета Іванівна Некрасова, колишня вчителька і партизанка
- Максим Штраух —  Олександр Іркутов, лікар, батько Людмили
- Людмила Шагалова —  Людмила Олександрівна Іркутова, студентка
- Валентина Токарська —  Марія Миколаївна Карасьова, фармацевт, вона ж німецький агент Магда Тотгаст, вона ж Фішман, Аванесова, Рубанюк, Іваниха
- Євген Весник —  Петро Іванович Грунін, «економіст з Новосибірська»
- Микола Хощанов —  Пилип Пилипович Башликов, «Чалдон»
- Софія Фадєєва —  Маргарита Йосипівна Ковальська, сусідка Некрасової по комунальній квартирі
- Євген Тетерін —  Євген Юхимович Голіков, експерт-медик
- Володимир Ратомський —  Іван Єгорович, домоврядник
- Валентина Бєляєва —  санітарка
- Анастасія Зуєва —  свідок
- Віктор Колпаков —  свідок
- Віра Петрова —  Вірочка, лаборантка
- В'ячеслав Гостинський —  зв'язковий «Пірамідон»
- Павло Шпрингфельд —  зв'язковий
- Юрій Кірєєв —  збитий регулювальник
- Володимир Васильєв —  міліціонер, який знайшов викрадений автомобіль

## Знімальна група
- Автори сценарію:  Матвій Ройзман,  Сергій Єрмолинський
- Режисер:  Анатолій Рибаков
- Оператор:  Віктор Домбровський
- Художник:  Олександр Жаренов
- Композитор:  Володимир Юровський
- Звукорежисер:  Олександр Рябов
- Директор картини:  Лазар Мількіс